# HD Seibt

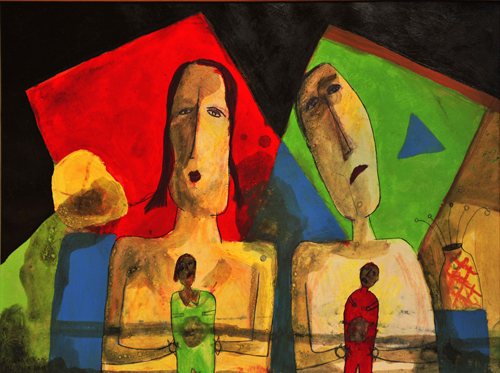
Es war einmal, 2012

HD Seibt (eigentlich Hans-Dieter Seibt; * 23. Juli 1956 in Gifhorn, Niedersachsen) ist ein deutscher Maler und bildender Künstler.

## Leben
HD Seibt studierte von 1982 bis 1987 an der Hochschule für Bildende Künste Braunschweig Freie Kunst bei Jobst Meyer und bei HP Zimmer. 1986 wurden seine Werke erstmals in einer Einzelausstellung im Kunsthaus Mettmann gezeigt. Seit 1987 war HD Seibt als freischaffender Künstler in Köln tätig. Nach mehrjährigen Auslandsaufenthalten (unter anderem in Dänemark/Kopenhagen und Irland/Cahier) kehrte Seibt 2000 zurück nach Deutschland (Minden/NRW). Seit 2006 lebt und arbeitet HD Seibt in Berlin.

## Werk
Die ersten malerischen Arbeiten von HD Seibt sind kleinformatige Bilder, nahezu schwarz oder in Abstufungen von Schwarz, geometrische Formen, schemenhafte, flüchtige Figurationen, Overall-Strukturen und symbolhafte Kürzel. Nähe zum abstrakten Expressionismus (Jackson Pollock, Mark Rothko, Robert Motherwell, Emil Schumacher, Wols), die aber als Sackgasse empfunden wurde. Später, durch die Beschäftigung mit der Malerei Willem de Koonings, den Zeichnungen von Joseph Beuys, der Ausdruckswelt Edward Kienholz und vor allem den Arbeiten der Künstlergruppe CoBrA, tritt in den Arbeiten von HD Seibt die Figur in den Vordergrund, Farben und Formen werden symbolhaft verstanden. Etliche skulpturale Arbeiten entstehen. Durch die Beschäftigung mit Jean Dubuffet sowie der Art Brut, insbesondere der intensiven Auseinandersetzung mit Kinderzeichnungen, bildete sich das heraus, was HD Seibt in eigenen Worten als „psychischen Realismus“ bezeichnet. Dabei geht es um die Darstellung innerer Befindlichkeiten und emotionaler Bindungen oder ihre jeweilige Negation, Themen sind Einsamkeit, Verletzung, Sexualität, Verluste, Bindungen etc. Die Figuren sind bewusst kindlich, reduziert und sparsam angelegt, das Zusammenwirken von Farben und Formen/Figuren ergibt im Ergebnis gefühlte Situationen, die sich einer eindeutigen sprachlichen Interpretation entziehen.

## Ausstellungen (Auswahl)
- 1986: Einzelausstellung Kunsthaus Mettmann, Mettmann
- 2000/2001: Ausstellungsbeteiligungen Kunstbygning Samsø
- 2002: Galerie Tiefensee, Rinteln
- 2004: Ausstellungsbeteiligungen Offenes Atelier, Minnas Haus und 2020visions, Kopenhagen, Das kleine Format, Galerie Incontro, Eitorf
- 2005 Ausstellungsbeteiligung 2020visions, Kopenhagen
- 2008: Einzelausstellung Galerie bauchhund salonlabor, Berlin
- 2010 Ausstellungsbeteiligung Neuköllner Kunstsalon, Berlin
- 2011 Ausstellungsbeteiligung Galerie bauchhund salonlabor, Berlin
- 2012 Ausstellungsbeteiligung Galerie bauchhund salonlabor Berlin
- 2015 Ausstellungsbeteiligung artgaragen, Berlin
- 2016 Ausstellungsbeteiligung ‘DadA in Berlin’, ACUD Theater, Berlin
- 2017 ‘2 Positionen’, Petrov Ahner & HD Seibt, Hochparterre Berlin/StudioSalon, Berlin
- 2018 Ausstellungsbeteiligung ‘Das Konkrete und sein intuitiver Schatten’, Garage : [vormals neuköllner artgaragen], Berlin
- 2024 Ausstellungsbeteiligung ‘ZUSAMMENSCHAU’, bauchhund salonlabor, Berlin
- 2025 Ausstellungsbeteiligung ‘KUNST IST | NEIN, und’, bauchhund salonlabor, Berlin

## Bildergalerie

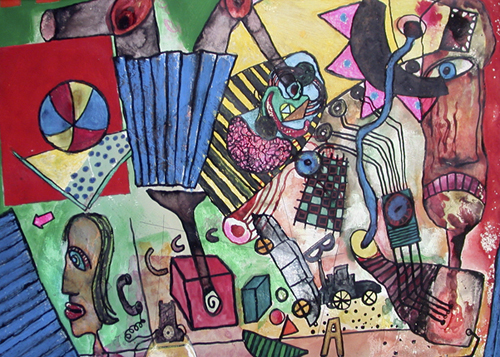
Rappelkiste, 2000
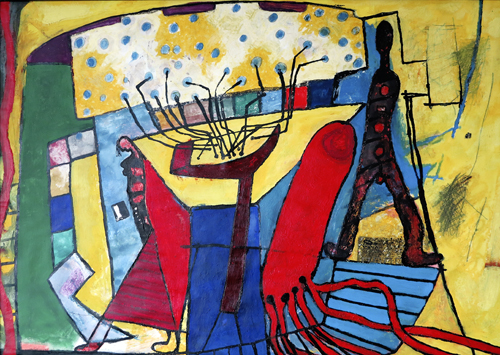
Tage, die vergehen, 2001
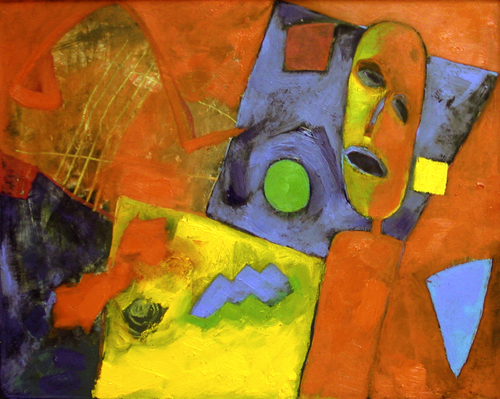
never come back, 2005
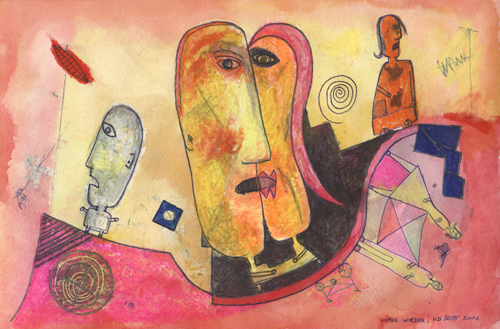
immer wieder, 2010
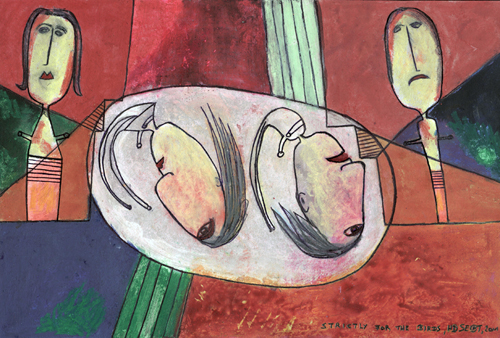
strictly for the birds, 2011